# Szogó Sindzsi

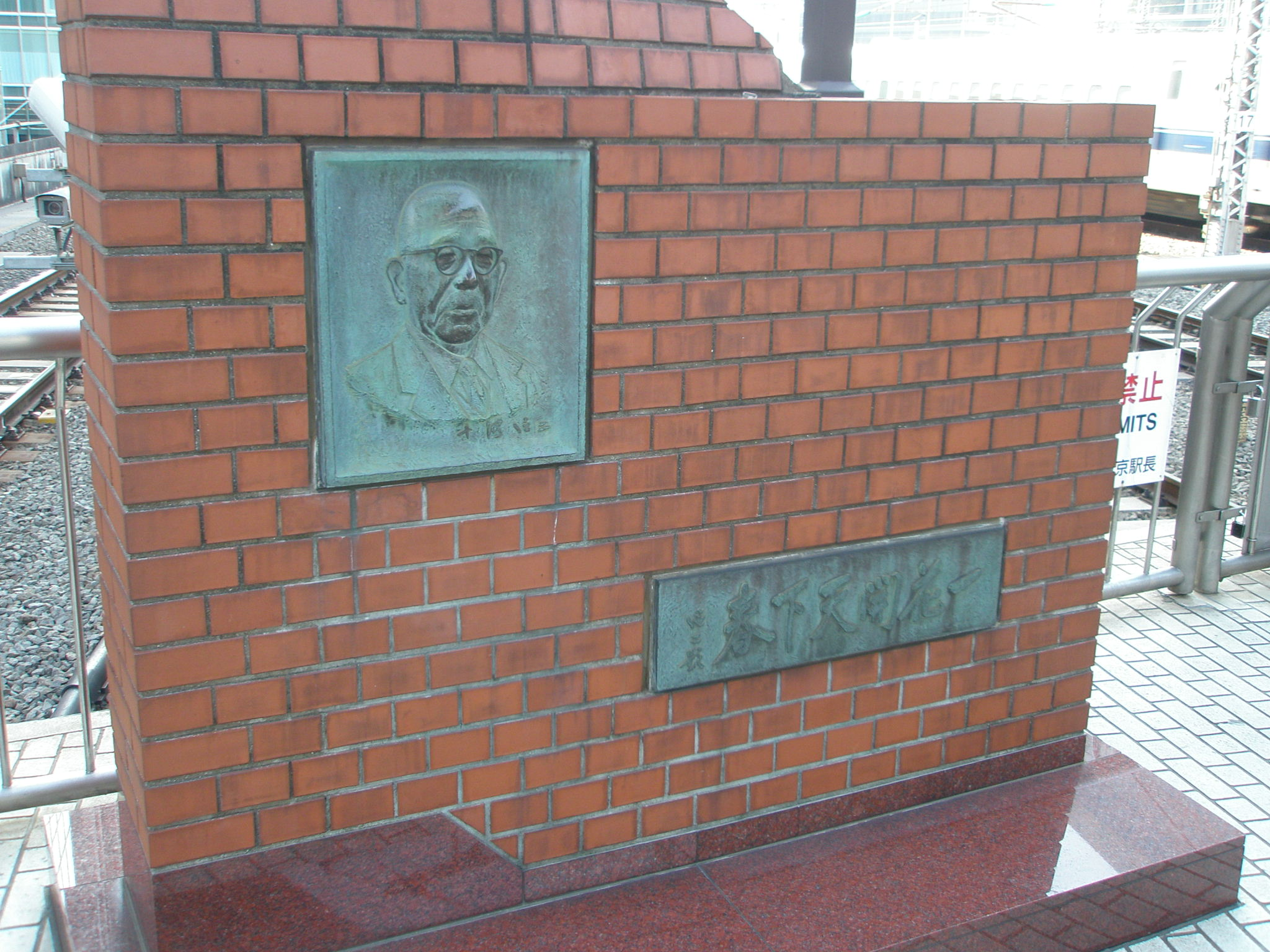
Emléktáblája a Tokió pályaudvaron

Szogó Sindzsi (japán írásjelekkel: 十河 信二, Sogō Shinji, (Niihama, 1884. április 14. – Tokió, 1981. október 3.) a Japán Nemzeti Vasutak (JNR) negyedik elnöke. Nevéhez fűződik az első Sinkanszen, a Tókaidó Sinkanszen megalkotása.
Szogó Sindzsi 1884-ben született Niihamában (Ehime, Sikoku). 1909-ben végzett a Tokiói Császári Egyetem jogi karán, majd a Vasúti Ügynökséghez csatlakozott. Miközben az 1923-as nagy kantói földrengés után a Teito Újjáépítési Ügynökségnél dolgozott, nagy hatással volt rá Gotó Sinpei, az Ügynökség elnöke. Miután 1926-ban elhagyta az állami vasutakat, a Dél-Mandzsúria Vasút igazgatója lett. A Dél-Mandzsúria Vasútnál dolgozva szoros kapcsolatba került a Kvantung-hadsereg tisztjével, Isivara Kandzsival, a Mukdeni incidens kulcsszereplőjével. Szogó Isivara "agytrösztjének" tagjaként működött, amikor Isivara 1936-1937-ben hatalma csúcsán volt. Szogó részt vett Isivara azon törekvésében, hogy 1937 januárjában megtagadja Ugaki Kazusige tábornoktól a miniszterelnöki pozíciót, és Hajasi Szendzsúró tábornokot ültesse be miniszterelnöknek. Segített Hajasinak megalakítani a kabinetjét. Még ugyanebben az évben pártfogója, Isivara kiszorult a hatalomból, és Szogó is elvesztette befolyását.
A második világháború után a Vasúti Jóléti Szövetség elnökeként szolgált, amíg 1955-ben a JNR elnökévé nem nevezték ki.

## A Sinkanszenre gyakorolt hatása
Az 1950-es évek végén a normál nyomtávú Sinkanszen megépítéséről szóló döntés sokat köszönhetett Szogó Sindzsinek. A meglévő Tókaidó-vasútvonal javítása érdekében ragaszkodott a normál nyomtáv bevezetéséhez a sok ellenkezés ellenére. Szilárdan hitt abban, hogy a nemzetközi normál nyomtáv elengedhetetlen a japán vasutak radikális fejlesztéséhez - ezt a nézetet Gotó Sinpei már körülbelül 50 évvel korábban is vallotta. Ezt a nézetet osztotta Sima Hideo is, akit Szogó nevezett ki a Sinkanszen projekt főmérnökévé.
Szogó kidolgozott egy tervet, hogy a kormány számára szinte lehetetlenné tegye a támogatás visszavonását, ha egyszer már megadta. Stratégiájának központi eleme a Nemzetközi Újjáépítési és Fejlesztési Bank (Világbank) hitelének felhasználása volt. Ezt az ötletet nyilvánvalóan a későbbi miniszterelnök, majd pénzügyminiszter, Szató Eiszaku vetette fel neki, aki korábban együtt dolgozott Szogóval a Vasúti Minisztériumban. A 80 millió dolláros hitel sikeres igénylésével (a becslések szerint a vonal költségének legfeljebb 15 százalékát tette volna ki) biztosította, hogy a japán kormánynak továbbra is elkötelezettnek kellett maradnia a projekt mellett. Ugyanakkor Szogó, aki szándékosan alacsonyan tartotta a Tókaidó Sinkanszen becsült költségeit, mert attól tartott, hogy ha azok túl magasak lennének, sem a japán kormány, sem a Világbank nem támogatta volna a javaslatot, elkezdett más JNR-projektekből pénzt átcsoportosítani a Sinkanszen építésére. Ez azért volt lehetséges, mert miután a JNR teljes költségvetését a parlament jóváhagyta, a JNR elnöke "mérlegelési jogkörrel" rendelkezett annak elköltéséről. Szogó a bejelentett maximális javasolt sebességet is viszonylag szerény 200 km/h-nál tartotta, és sikeresen érvelt azzal, hogy ez nem egy új vonal, hanem a meglévő Tókaidó vonal bővítése.
Amikor a költségvetés eltérítése politikai kérdéssé vált, 1963-ban lemondott, vállalva a teljes felelősséget a döntésért. A Tókaidó Sinkanszenért azonban nagyrészt őt illeti az érdem.
1965-ben, egy évvel az átadás után, Szogót Hirohito japán császár a Szent Kincsrend Nagykordonjával tüntette ki, amely kitüntetés a Japánért tett rendkívüli szolgálatait ismeri el.
A tokiói pályaudvar 18/19-es peronján emléktáblát helyeztek el Szogó Sindzsi emlékére.